# Quetecsaurus
Quetecsaurus – rodzaj wymarłego dinozaura, zauropoda z grupy tytanozaurów.
Skamieniałości nieznanego nauce dinozaura odnaleziono w argentyńskim prowincji Mendoza, w departamencie Malargüe. Odkrycia dokonano na terenie basenu Neuquén. W miejscu odkrycia czerwone mułowce budują należącą do Grupy Neuquén formację Cerro Lisandro powstałą w kredzie późnej, dokładniej najprawdopodobniej w środkowym bądź późnym turonie (aczkolwiek niektórzy autorzy datowali ją na cenoman). Odnalezione przy samym stropie formacji skamieniałości obejmowały w obrębie szkieletu osiowego kość zaoczodołową, zęby dźwigacz, kręgi z odcinków szyjnego, grzbietowego i ogona, żebra. Szkielet kończyn reprezentowały kość krucza, fragmentaryczna kość ramienna, kość promieniowa, kość strzałkowa, kilka kości nadgarstka. Szczątki te później uznano za holotyp UNCUYO-LD-300. Badania wykazały, że kości te pozostawił zauropod z grupy tytanozaurów. Czyni je to pierwszym dobrze zachowanym znaleziskiem zauropoda z formacji Cerro Lisandro (wcześniej znajdowano w niej pozostałości ryb, krokodyli, ptasiomiednicznych, małży). Szczątki przedstawiały niespotykaną wcześniej kombinację cech, wśród których autorzy wyliczają atlas o wydatnym brzegu przednio-brzusznym i wyrostku tylno-brzusznym, wyrostki kolczyste dystalnego odcinka szyjnego z pojawiającymi się bocznymi wypustkami, esowaty brzeg bliższy kości ramiennej z zaokrągleniem leżącym przyśrodkowo i kątem leżącym bocznie. Cechy te umożliwiły Bernardowi Javierowi Gonzalezowi Ridze i Leandrowi Ortízowi Davidowi opis nowego rodzaju dinozaura, którego ochrzcili mianem Quetecsaurus. Nazwę częściowo zaczerpnęli z używanego przez rdzenną ludność stanu Mendoza języka Milcayac, w którym Quetec oznacza ogień. Drugi człon nazwy saurus pochodzi z greki i oznacza jaszczura. W rodzaju umieścili gatunek Quetecsaurus rusconii, upamiętniając epitetem gatunkowym Carlosa Rusconiego, przyrodnika zaangażowanego w badania stanu Mendoza, dyrektora Muzeum Juan Cornelio Moyano. Dzięki badaniom kości udało się zaklasyfikować nowy rodzaj do tytanozaurów z grupy Lithostrotia. Przeprowadzono analizę filogenetyczną, która umiejscowiła Quetecsaurus jako grupę siostrzaną kladu Lognkosauria.